# Västerljung
Västerljung – miejscowość (tätort) w Szwecji, w regionie administracyjnym (län) Södermanland (gmina Trosa).
Miejscowość jest położona w prowincji historycznej (landskap) Södermanland, ok. 6 km na północny zachód od Trosa, przy linii kolejowej Nyköpingsbanan.
W 2010 r. Västerljung liczyło 398 mieszkańców.